# Kalinówka (obwód rówieński)
Kalinówka (ukr. Калинівка, Kałyniwka) – wieś na Ukrainie, w obwodzie rówieńskim, w rejonie dubieńskim, w hromadzie Demidówka. W 2001 liczyła 156 mieszkańców.
W okresie międzywojennym kolonia Kalinówka znajdowała się w granicach II RP, wchodząc w skład gminy Kniahinin w powiecie dubieńskim, w województwie wołyńskim.